# ラグビーオーストラリア代表
ラグビーオーストラリア代表（英: Australian national rugby union team）は、オーストラリアのラグビーユニオンのナショナルチーム。愛称は「ワラビーズ」 (Wallabies) である。

## 概要
1882年に、当時イギリスの植民地であったオーストラリアのサザンラグビーフットボール協会（1892年にニューサウスウェールズラグビー協会と改名）が、国外遠征であるニュージーランドツアーを世界で初めて行い、翌1883年に今度はニュージーランド代表チームがニューサウスウェールズ遠征を行った。このニューサウスウェールズ代表チームがオーストラリア代表の中核となって行く。
1888年には英国チームがオーストラリアとニュージーランドへの初遠征を行ったが、ラグビーフットボール協会の規約に反していたため、正式なテストマッチとは認められなかった。

### 1899年、最初のテストマッチ
1899年、公式に認められたブリテン諸島代表（現在のブリティッシュ・アンド・アイリッシュ・ライオンズ）がオーストラリア遠征を行い、4試合行った。これがオーストラリア代表の最初のテストマッチとされている。第1試合のオーストラリアチームは、クイーンズランド州から6人、ニューサウスウェールズ州から9人の選手で構成され13対3で勝利したが、残り3試合は敗れた。ジャージにはオーストラリアの国章を付け、ジャージの色はシドニーでの対戦ではニューサウスウェールズ州の青、ブリスベンでの対戦ではクイーンズランド州の栗色とした。
1903年、ニュージーランド代表との最初のテストマッチがシドニー・クリケット・グラウンドで行われ、遠征してきたニュージーランドが22対3で勝利。最終的に、ニュージーランドが10戦全勝した。
1907年、プロラグビーであるニューサウスウェールズ・ラグビーリーグが結成され、スター選手のダリー・メッセンジャーはアマチュアのラグビーユニオンを離れ、ラグビーリーグに移籍した。
1908年、オーストラリア代表が初めてイギリス諸島へ遠征。イギリスの新聞は当初、チーム名を「ラビッツ（Rabbits）」と名付けた。オーストラリアの選手たちはこのニックネームを侮辱的だと考え、「ワラビーズ（Wallabies）」に変更した。この遠征では、39試合中33試合に勝利した。
1909年には、ラグビーユニオンのワラビーズと、ラグビーリーグのカンガルーズと間で約2万人の観客を集めて試合が行われ、26-29でラグビーリーグに敗れた。

### 第一次大戦中、ラグビーリーグへ選手流出
第一次世界大戦中（1914 - 1918年）はアマチュアのラグビーユニオンの大会がすべて中止され、戦時中も競技が継続されていたプロのラグビーリーグに多くの選手が流出した。
第一次世界大戦後、ニューサウスウェールズ州のワラターズが1920年に再結成され、ニュージーランドや南アフリカ共和国との対戦を行い、1927年から1928年にかけてイギリス諸島・フランス・カナダ遠征を行った。このワラターズチームが当時のオーストラリア唯一の代表チームとなった。一方、クイーンズランド州のラグビーユニオンでは、1929年のオールブラックスによるオーストラリア遠征まで、公式チームが選出されなかった。
第二次世界大戦におけるオーストラリアの英雄であるウィアリー・ダンロップは、大戦前にオーストラリア代表としてプレー。1934年、オーストラリア代表とニュージーランド代表との定期戦となるブレディスローカップにも出場し、オーストラリア代表は初優勝を果たした。
1939年9月1日、第二次世界大戦が勃発した日にオーストラリア代表はイギリス遠征に出発したが、中止を余儀なくされた。戦時中は、第一次大戦のように大会を中止することはなかったが、プロのラグビーリーグへの選手流出は続いた。
1946年、オーストラリアとニュージーランドの間で第二次世界大戦後の最初のテストマッチを実施し、オーストラリアは3連敗を喫した。しかし翌1947年のヨーロッパ遠征ではイングランド、アイルランド、スコットランドに勝利し、成功を収めた。
1962年、オールブラックスと5回対戦し、4敗1引き分けに終わった。翌1963年、イングランド代表に勝利した後に、南アフリカ共和国代表に2試合連続で破る快挙を果たす（最終的に4戦2勝2敗）。
1964年、オールブラックスとの3戦において1勝2敗となり、1934年以来30年ぶりの勝利を得た。
1971年、南アフリカ共和国代表のオーストラリア遠征が行われ、南アフリカ共和国のアパルトヘイトに対する抗議活動が、オーストラリア全土で行われる事態となった。クイーンズランド州ではテストマッチの前に非常事態宣言が発令された。
1973年、トンガ代表と初めてテストマッチを行う。

### 80年代・90年代の黄金期
1974年、元オーストラリア代表のディック・マークスが初代ナショナル・コーチング・ディレクターに任命され、オーストラリアのコーチと選手の育成を体系的に改善する時代が始まった。これにより、1980年代から1990年代にかけて国際大会で成功を収める。
1978年、ウェールズに2勝し、オールブラックスには1勝2敗。1979年、アイルランドに2敗し、オールブラックスに1勝1敗、アルゼンチンにも1勝1敗となった。
1980年、ニュージーランド代表との定期戦ブレディスローカップ優勝を果たす。
1984年、イギリス遠征においてイングランド、アイルランド、ウェールズ、スコットランドの4つのホーム・ネーションズすべてと、バーバリアンズを破り、グランドスラムを達成した。
1987年、第1回ラグビーワールドカップに出場するも、4位に終わる。
1991年の第2回ワールドカップでは、プール戦でアルゼンチン代表・ウェールズ代表などに勝利し、1位通過。準々決勝のアイルランド代表戦、準決勝ニュージーランド代表戦を勝ち抜く。イングランド代表との決勝では、12-6で勝利した。デイヴィッド・キャンピージは、大会中6トライを決め、大会最優秀選手に選ばれた。オーストラリアでは代表チームの優勝パレードが行われた。
1995年の第3回ワールドカップ（南アフリカ大会）は準々決勝で敗退。同年からのラグビーユニオンのプロ化に対応して、オーストラリアのプロラグビー選手の利益を守るために、1995年10月に ラグビーユニオン選手協会、RUPA）が設立された。
1997年、ロッド・マックイーンがヘッドコーチに就任。
1999年、第4回ワールドカップは2回目の優勝を果たす。プールを首位通過し、準々決勝ウェールズ代表を24-9で勝利、準決勝では前回優勝の南アフリカ共和国代表に27-21で勝利した。決勝戦は、フランス代表に35-12で快勝。5人の選手（フィル・カーンズ、ジョン・イールズ、ティム・ホラン、ジェイソン・リトル、ダン・クロウリー）が、1991年大会に続き、優勝を果たした。
2000年・2001年には、ブレディスローカップを防衛し、トライ・ネーションズで優勝。2001年のブリティッシュ・アンド・アイリッシュ・ライオンズとの対戦でも初勝利（2勝1敗）も挙げた。この後、マックィーンHCは退任し、ジョン・イールズ主将は引退した。

### ラグビーリーグから選手獲得
後任にはエディー・ジョーンズヘッドコーチとジョージ・グレーガン主将が就任した。トップレベルのラグビーリーグ選手（マット・ロジャース、ウェンデル・セイラー、ロテ・トゥキリ）が巨額の契約で獲得され、ラグビーユニオンでオーストラリア代表となった。
2003年ワールドカップでアルゼンチン代表に24-8で勝利し、アイルランド代表に17-16、スコットランド代表に33-16で勝利。準決勝ではニュージーランド代表を22-10で破った。決勝イングランド代表戦では接戦の末に延長戦となり、イングランド代表のジョニー・ウィルキンソンがドロップゴールを決め、オーストラリアが敗れた。
2005年12月、直近9試合のテストマッチで8敗となり、エディー・ジョーンズはヘッドコーチを解雇された。
2006年2月、ジョン・コノリーがヘッドコーチに就任。2007年、ラグビーワールドカップ準々決勝でイングランド代表に敗れた後、ジョン・コノリーはヘッドコーチを辞任した。有力選手ジョージ・グレーガンとスティーブン・ラーカムが引退した。
2008年、ニュージーランド出身のロビー・ディーンズがヘッドコーチに就任。経験豊富な選手を何人か欠いた状態でチームを編成するという課題に直面した。2008年、南アフリカ共和国代表に8対53で敗れ、チーム史上最悪の敗北を喫した。
2011年ラグビーワールドカップ準々決勝の南アフリカ共和国代表を11-9で破り、準決勝でオールブラックスに6-20で敗れ、最終的に3位となる。

### ヘッドコーチが短期交代
2013年7月9日、ユエン・マッケンジーがヘッドコーチ就任。
2014年、アルゼンチンに17年ぶりに敗れ、2年連続でザ・ラグビーチャンピオンシップで3位に終わった。 2014年10月18日、ユエン・マッケンジーがヘッドコーチを辞任。在任中のテストマッチ22回で11勝、勝率は50%だった。
2014年10月22日、マイケル・チェイカがヘッドコーチに就任し、2年間で3人目のヘッドコーチとなった。
2015年は好調だった。ザ・ラグビーチャンピオンシップは優勝。ワールドカップ2015（イングランド大会）では、プール戦でイングランド代表を33-13で破り、開催国を敗退させた。準々決勝スコットランド、準決勝アルゼンチンを破り、決勝戦でニュージーランドと対戦し17-34で敗れ、準優勝となる。
2016年、エディー・ジョーンズがヘッドコーチを務めるイングランド代表に3連敗。年末の国際試合では、アイルランド、イングランドに敗れた。2017年秋のテストシーズンでは日本（63-30）とウェールズ（29-21）にしか勝てず、その後イングランド戦で6-30、スコットランド戦で24-53と、大敗を喫した。
2018年は13回のテストマッチでわずか4勝にとどまり、プロ化以降で最悪の年次成績となった。
2019年8月10日、オールブラックスを47-26で圧勝した。これはオールブラックスにとってテストマッチでの最大得点差での敗北となった。しかし、翌週第2戦では0-36でオーストラリアが敗れる。ラグビーワールドカップ2019（日本大会）では、準々決勝でイングランドに16-40で敗れ、チェイカヘッドコーチは辞任を発表した。
2020年、デイヴ・レニーヘッドコーチが就任。新型コロナウイルスの世界的流行により、2021年まで多くの試合がキャンセルを余儀なくされる。
2022年9月、オールブラックスに敗れ、ワールドラグビー史上最低のランキング9位に転落した。
2023年、エディー・ジョーンズが再びヘッドコーチに就任した。ラグビーワールドカップ2023（フランス大会）は 、ウェールズに記録的な大敗を喫し、プール戦敗退。
2024年、ニュージーランド出身のジョー・シュミットがヘッドコーチに就任。13回のテストマッチを行い、6勝7敗となった。2025年2月、シュミットが家族の事情を理由にヘッドコーチ辞任を表明した。2025年4月30日、シュミットはヘッドコーチ任期を2026年半ばまで延長し、その後はレス・キスが後任としてヘッドコーチに就任することが発表された。

## 成績
| ワールドラグビー男子ランキング 上位20チーム（2025年8月11日時点） | ワールドラグビー男子ランキング 上位20チーム（2025年8月11日時点） | ワールドラグビー男子ランキング 上位20チーム（2025年8月11日時点） | ワールドラグビー男子ランキング 上位20チーム（2025年8月11日時点） |
| 順位                                                             | 変動*                                                            | チーム                                                           | ポイント                                                         |
| ---------------------------------------------------------------- | ---------------------------------------------------------------- | ---------------------------------------------------------------- | ---------------------------------------------------------------- |
| 1                                                                | 増減なし                                                         | 南アフリカ共和国                                                 | 092.78                                                           |
| 2                                                                | 増減なし                                                         | ニュージーランド                                                 | 092.06                                                           |
| 3                                                                | 増減なし                                                         | アイルランド                                                     | 089.83                                                           |
| 4                                                                | 増減なし                                                         | フランス                                                         | 087.82                                                           |
| 5                                                                | 増減なし                                                         | イングランド                                                     | 087.64                                                           |
| 6                                                                | 増減なし                                                         | オーストラリア                                                   | 082.08                                                           |
| 7                                                                | 増減なし                                                         | アルゼンチン                                                     | 082.05                                                           |
| 8                                                                | 増減なし                                                         | スコットランド                                                   | 081.57                                                           |
| 9                                                                | 増減なし                                                         | フィジー                                                         | 080.50                                                           |
| 10                                                               | 増減なし                                                         | イタリア                                                         | 077.77                                                           |
| 11                                                               | 増減なし                                                         | ジョージア                                                       | 074.69                                                           |
| 12                                                               | 増減なし                                                         | ウェールズ                                                       | 074.05                                                           |
| 13                                                               | 増減なし                                                         | サモア                                                           | 072.48                                                           |
| 14                                                               | 増減なし                                                         | 日本                                                             | 072.29                                                           |
| 15                                                               | 増減なし                                                         | スペイン                                                         | 069.12                                                           |
| 16                                                               | 増減なし                                                         | アメリカ合衆国                                                   | 068.45                                                           |
| 17                                                               | 増減なし                                                         | ウルグアイ                                                       | 067.52                                                           |
| 18                                                               | 増減なし                                                         | ポルトガル                                                       | 066.44                                                           |
| 19                                                               | 増減なし                                                         | トンガ                                                           | 065.46                                                           |
| 20                                                               | 増減なし                                                         | チリ                                                             | 063.83                                                           |
| 21                                                               | 増減なし                                                         | ルーマニア                                                       | 062.67                                                           |
| 22                                                               | 増減なし                                                         | ベルギー                                                         | 061.20                                                           |
| 23                                                               | 増減なし                                                         | 香港                                                             | 059.98                                                           |
| 24                                                               | 増減なし                                                         | ジンバブエ                                                       | 058.80                                                           |
| 25                                                               | 増減なし                                                         | カナダ                                                           | 057.75                                                           |
| 26                                                               | 増減なし                                                         | オランダ                                                         | 057.01                                                           |
| 27                                                               | 増減なし                                                         | ナミビア                                                         | 056.97                                                           |
| 28                                                               | 増減なし                                                         | ブラジル                                                         | 055.90                                                           |
| 29                                                               | 増減なし                                                         | スイス                                                           | 055.26                                                           |
| 30                                                               | 増減なし                                                         | ポーランド                                                       | 054.06                                                           |
| *前週からの変動                                                  |                                                                  |                                                                  |                                                                  |
| オーストラリアのランキングの推移                                 |                                                                  |                                                                  |                                                                  |
| 生のグラフデータを参照/編集してください.                         |                                                                  |                                                                  |                                                                  |
| 出典: ワールドラグビー 推移グラフの最終更新: 2025年8月11日       |                                                                  |                                                                  |                                                                  |
|                                                                  | 現在、技術上の問題で一時的にグラフが表示されなくなっています。   |                                                                  |                                                                  |

### 世界ランキング
2022年9月3日、南半球4カ国「ザ・ラグビーチャンピオンシップ2022」において、自国で開催された南アフリカ戦で8-24で敗れ、9月5日付け世界ランキングは前週6位から8位に落ちた。8位になるのは、ランキングが始まって以来、初めてのこと。
さらに9月15日に自国で開催のニュージーランド戦に敗れ、世界ランキングは9月19日付けで9位になり最低順位を更新、6週に渡り9位に甘んじた。しかし10月30日、スコットランド戦をアウェイで勝利し6位に戻した。

### ラグビーワールドカップ
- 1987年 - 4位
- 1991年 - 優勝
- 1995年 - ベスト8
- 1999年 - 優勝
- 2003年 - 準優勝
- 2007年 - ベスト8
- 2011年 - 3位
- 2015年 - 準優勝
- 2019年 - ベスト8
- 2023年 - プール戦敗退
- 2027年 - 開催国

### トライネーションズとザ・ラグビーチャンピオンシップ
| トライネーションズ (1996–2011; 2020) | トライネーションズ (1996–2011; 2020) | トライネーションズ (1996–2011; 2020) | トライネーションズ (1996–2011; 2020) | トライネーションズ (1996–2011; 2020) | トライネーションズ (1996–2011; 2020) | トライネーションズ (1996–2011; 2020) | トライネーションズ (1996–2011; 2020) | トライネーションズ (1996–2011; 2020) | トライネーションズ (1996–2011; 2020) | トライネーションズ (1996–2011; 2020) |
| 国/地域 | 試合                                 | 試合                                 | 試合                                 | 試合                                 | ポイント                             | ポイント                             | ポイント                             | ボーナス ポイント                    | テーブル ポイント                    | 優勝 回数                            |
| 国/地域 | P                                    | 勝                                   | 分                                   | 負                                   | 得点                                 | 失点                                 | 差                                   | ボーナス ポイント                    | テーブル ポイント                    | 優勝 回数                            |
| --- | ------------------------------------ | ------------------------------------ | ------------------------------------ | ------------------------------------ | ------------------------------------ | ------------------------------------ | ------------------------------------ | ------------------------------------ | ------------------------------------ | ------------------------------------ |
| ニュージーランド | 76                                   | 52                                   | 0                                    | 24                                   | 2054                                 | 1449                                 | +605                                 | 35                                   | 243                                  | 11                                   |
| オーストラリア | 76                                   | 30                                   | 3                                    | 43                                   | 1591                                 | 1817                                 | −226                                 | 34                                   | 160                                  | 3                                    |
| 南アフリカ共和国 | 72                                   | 28                                   | 1                                    | 43                                   | 1480                                 | 1831                                 | −351                                 | 24                                   | 138                                  | 3                                    |
| アルゼンチン | 4                                    | 1                                    | 2                                    | 1                                    | 56                                   | 84                                   | –28                                  | 0                                    | 8                                    | 0                                    |
| 出典: lassen.co.nz – Tri-Nations, Australia, New Zealand, South Africa ボーナスポイントはT – 4*W − 2*Dとして算出。T=テーブルポイント、W=勝利数、D=引き分け数 |                                      |                                      |                                      |                                      |                                      |                                      |                                      |                                      |                                      |                                      |

| ザ・ラグビーチャンピオンシップ (2012-) | ザ・ラグビーチャンピオンシップ (2012-) | ザ・ラグビーチャンピオンシップ (2012-) | ザ・ラグビーチャンピオンシップ (2012-) | ザ・ラグビーチャンピオンシップ (2012-) | ザ・ラグビーチャンピオンシップ (2012-) | ザ・ラグビーチャンピオンシップ (2012-) | ザ・ラグビーチャンピオンシップ (2012-) | ザ・ラグビーチャンピオンシップ (2012-) | ザ・ラグビーチャンピオンシップ (2012-) | ザ・ラグビーチャンピオンシップ (2012-) |
| 国/地域 | 試合                                   | 試合                                   | 試合                                   | 試合                                   | ポイント                               | ポイント                               | ポイント                               | ボーナス ポイント                      | テーブル ポイント                      | 優勝 回数                              |
| 国/地域 | P                                      | 勝                                     | 分                                     | 負                                     | 得点                                   | 失点                                   | 差                                     | ボーナス ポイント                      | テーブル ポイント                      | 優勝 回数                              |
| --- | -------------------------------------- | -------------------------------------- | -------------------------------------- | -------------------------------------- | -------------------------------------- | -------------------------------------- | -------------------------------------- | -------------------------------------- | -------------------------------------- | -------------------------------------- |
| ニュージーランド | 63                                     | 51                                     | 2                                      | 10                                     | 2,154                                  | 1,197                                  | +957                                   | 40                                     | 249                                    | 9                                      |
| 南アフリカ共和国 | 63                                     | 33                                     | 4                                      | 26                                     | 1,637                                  | 1,383                                  | +254                                   | 30                                     | 166                                    | 2                                      |
| オーストラリア | 63                                     | 26                                     | 3                                      | 34                                     | 1,411                                  | 1,735                                  | −324                                   | 14                                     | 131                                    | 1                                      |
| アルゼンチン | 63                                     | 12                                     | 1                                      | 50                                     | 1,196                                  | 2,063                                  | −867                                   | 14                                     | 60                                     | 0                                      |
| 更新: 2024年9月28日 出典: lassen.co.nz – TRC, Argentina, Australia, New Zealand, South Africa ボーナスポイントはT – 4*W − 2*Dとして算出。T=テーブルポイント、W=勝利数、D=引き分け数 |                                        |                                        |                                        |                                        |                                        |                                        |                                        |                                        |                                        |                                        |

| トライネーションズとザ・ラグビーチャンピオンシップを含めた全期間 (1996–)                                 | トライネーションズとザ・ラグビーチャンピオンシップを含めた全期間 (1996–) | トライネーションズとザ・ラグビーチャンピオンシップを含めた全期間 (1996–) | トライネーションズとザ・ラグビーチャンピオンシップを含めた全期間 (1996–) | トライネーションズとザ・ラグビーチャンピオンシップを含めた全期間 (1996–) | トライネーションズとザ・ラグビーチャンピオンシップを含めた全期間 (1996–) | トライネーションズとザ・ラグビーチャンピオンシップを含めた全期間 (1996–) | トライネーションズとザ・ラグビーチャンピオンシップを含めた全期間 (1996–) | トライネーションズとザ・ラグビーチャンピオンシップを含めた全期間 (1996–) | トライネーションズとザ・ラグビーチャンピオンシップを含めた全期間 (1996–) | トライネーションズとザ・ラグビーチャンピオンシップを含めた全期間 (1996–) |
| 国/地域                                                                                                  | 試合                                                                     | 試合                                                                     | 試合                                                                     | 試合                                                                     | ポイント                                                                 | ポイント                                                                 | ポイント                                                                 | ボーナス ポイント                                                        | テーブル ポイント                                                        | 優勝 回数                                                                |
| 国/地域                                                                                                  | P                                                                        | 勝                                                                       | 分                                                                       | 負                                                                       | 得点                                                                     | 失点                                                                     | 差                                                                       | ボーナス ポイント                                                        | テーブル ポイント                                                        | 優勝 回数                                                                |
| --- | ------------------------------------------------------------------------ | ------------------------------------------------------------------------ | ------------------------------------------------------------------------ | ------------------------------------------------------------------------ | ------------------------------------------------------------------------ | ------------------------------------------------------------------------ | ------------------------------------------------------------------------ | ------------------------------------------------------------------------ | ------------------------------------------------------------------------ | ------------------------------------------------------------------------ |
| ニュージーランド                                                                                         | 139                                                                      | 103                                                                      | 2                                                                        | 34                                                                       | 4,208                                                                    | 2,646                                                                    | +1,562                                                                   | 75                                                                       | 492                                                                      | 20                                                                       |
| オーストラリア                                                                                           | 135                                                                      | 61                                                                       | 5                                                                        | 69                                                                       | 3,117                                                                    | 3,214                                                                    | −97                                                                      | 55                                                                       | 308                                                                      | 5                                                                        |
| 南アフリカ共和国                                                                                         | 139                                                                      | 56                                                                       | 6                                                                        | 77                                                                       | 3,002                                                                    | 3,583                                                                    | −581                                                                     | 48                                                                       | 291                                                                      | 4                                                                        |
| アルゼンチン                                                                                             | 67                                                                       | 12                                                                       | 3                                                                        | 52                                                                       | 1,262                                                                    | 2,147                                                                    | −885                                                                     | 14                                                                       | 68                                                                       | 0                                                                        |
| 更新:2024年9月28日 ボーナスポイントはT – 4*W − 2*Dとして算出。T=テーブルポイント、W=勝利数、D=引き分け数 |                                                                          |                                                                          |                                                                          |                                                                          |                                                                          |                                                                          |                                                                          |                                                                          |                                                                          |                                                                          |

## 選手

### 現在の代表
ザ・ラグビーチャンピオンシップ2025第1ラウンド（南アフリカ遠征）に向けたスコッド。
所属、キャップ数も含め、2025年8月7日現在。
- ヘッドコーチ:  ジョー・シュミット

| 選手                                 | ポジション     | 誕生日 (年齢)          | キャップ | チーム               |
| ------------------------------------ | -------------- | ---------------------- | -------- | -------------------- |
| ブランドン・パエンガ＝アモサ         | フッカー       | 1995年12月25日（29歳） | 21       | ウェスタン・フォース |
| ビリー・ポラード                     | フッカー       | 2001年9月12日（23歳）  | 10       | ブランビーズ         |
| ジョシュ・ナッサー                   | フッカー       | 1999年6月23日（26歳）  | 6        | レッズ               |
| ジェイムス・スリッパー               | プロップ       | 1989年6月6日（36歳）   | 147      | ブランビーズ         |
| タニエラ・トゥポウ                   | プロップ       | 1996年5月10日（29歳）  | 59       | ワラターズ           |
| アンガス・ベル                       | プロップ       | 2000年10月4日（24歳）  | 39       | ワラターズ           |
| トム・ロバートソン                   | プロップ       | 1994年8月28日（30歳）  | 33       | ウェスタン・フォース |
| ゼイン・ノンゴール                   | プロップ       | 2001年3月30日（24歳）  | 12       | レッズ               |
| エイデン・ロス                       | プロップ       | 1995年10月25日（29歳） | 0        | レッズ               |
| ルカン・サラカイア＝ロト             | ロック         | 1996年9月19日（28歳）  | 41       | レッズ               |
| ウィル・スケルトン                   | ロック         | 1992年5月3日（33歳）   | 34       | ラ・ロシェル         |
| ニック・フロスト                     | ロック         | 1999年10月10日（25歳） | 29       | ブランビーズ         |
| ジェレミー・ウィリアムズ             | ロック         | 2000年12月2日（24歳）  | 14       | ウェスタン・フォース |
| ロブ・ヴァレティニ                   | バックロー     | 1998年9月3日（26歳）   | 53       | ブランビーズ         |
| フレーザー・マクライト               | バックロー     | 1999年2月19日（26歳）  | 29       | レッズ               |
| ハリー・ウィルソン                   | バックロー     | 1999年11月22日（25歳） | 26       | レッズ               |
| ランギ・グリーソン                   | バックロー     | 2001年7月21日（24歳）  | 17       | ワラターズ           |
| トム・フーパー                       | バックロー     | 2001年1月29日（24歳）  | 13       | ブランビーズ         |
| カルロ・ティザーノ                   | バックロー     | 2000年2月2日（25歳）   | 8        | ウェスタン・フォース |
| ニック・チャンピオン・ドクレスピニー | バックロー     | 1996年6月27日（29歳）  | 1        | ウェスタン・フォース |
| ニック・ホワイト                     | スクラムハーフ | 1990年6月13日（35歳）  | 73       | ブランビーズ         |
| テイト・マクダーモット               | スクラムハーフ | 1998年9月18日（26歳）  | 45       | レッズ               |
| ライアン・ロネガン                   | スクラムハーフ | 1998年4月6日（27歳）   | 0        | ブランビーズ         |
| ジェームズ・オコーナー               | フライハーフ   | 1990年7月5日（35歳）   | 64       | クルセイダーズ       |
| ベン・ドナルドソン                   | フライハーフ   | 1999年4月5日（26歳）   | 19       | ウェスタン・フォース |
| テイン・エドメド                     | フライハーフ   | 2000年8月16日（25歳）  | 1        | ワラターズ           |
| レン・イキタウ                       | センター       | 1998年10月1日（26歳）  | 43       | ブランビーズ         |
| ハンター・パイサミ                   | センター       | 1999年4月10日（26歳）  | 31       | レッズ               |
| ジョセフ＝アウクソ・スアリイ         | センター       | 2003年8月1日（22歳）   | 8        | ワラターズ           |
| ジョシュ・フルック                   | センター       | 2001年9月22日（23歳）  | 4        | レッズ               |
| アンドリュー・ケラウェイ             | ウイング       | 1995年10月12日（29歳） | 41       | ワラターズ           |
| トム・ライト                         | フルバック     | 1997年7月21日（28歳）  | 41       | ブランビーズ         |
| マックス・ジョーゲンセン             | フルバック     | 2004年9月2日（20歳）   | 11       | ワラターズ           |
| ディラン・ピーチ                     | ウイング       | 1998年4月23日（27歳）  | 6        | ウェスタン・フォース |
| コーリー・トゥール                   | ウイング       | 2000年3月7日（25歳）   | 0        | ブランビーズ         |

## 歴代代表選手
- デイヴィッド・キャンピージ
- マイケル・ライナー
- ニック・ファー＝ジョーンズ
- ティム・ホラン
- イアン・ウィリアムス
- ジョン・イールス
- オーウェン・フィネガン
- アンドリュー・ウォーカー
- ジョージ・グレーガン
- スティーブン・ラーカム
- ネイサン・シャープ
- スターリング・モートロック
- ジョージ・スミス
- マット・ダニング
- ベリック・バーンズ
- マイク・ハリス
- ショーン・マクマーン
- バーナード・フォーリー
- クリスチャン・リアリーファノ
- デイヴ・ポレクキ（デイヴィッド・ポレッキ）